# 红岛科技馆（方特）站
红岛科技馆（方特）站是青岛地铁8号线的地铁车站，位于中华人民共和国山东省青岛市城阳区岙东南路与华强路交叉口，于2020年12月24日开通。

## 车站结构
红岛科技馆（方特）站位于岙东南路与华强路交叉口，沿岙东南路设置，呈南北走向，为地下两层双岛式站台车站，车站长282米，标准段宽45米，车站地下一层为站厅层，地下二层为站台层，站台设置全高站台门。目前8号线使用两个外侧站台，内侧站台为预留9号线站台，现状被假墙封闭。
| 地面              | 出入口 | A、B、C、D出入口 |
| 地下一层          | 站厅   | 客服中心、自动售票机、验票机 |
| 地下二层          | 站台   | \| \| \| 8号线往胶州北站（观涛） \| \| 島式 · 開左邊车门 \| \| \| \| \| \| 未來9号线预留轨道 \| \| \| \| 未來9号线预留轨道 \| \| 島式 · 開左邊车门 \| \| \| \| \| \| 8号线往青岛北站（大洋） \| |
|                   |        | 8号线往胶州北站（观涛） |
| 島式 · 開左邊车门 |        | |
|                   |        | 未來9号线预留轨道 |
|                   |        | 未來9号线预留轨道 |
| 島式 · 開左邊车门 |        | |
|                   |        | 8号线往青岛北站（大洋） |

## 出入口
红岛科技馆（方特）站共设4个出入口，各出口及周围设施如下所示：
| 编号                | 指示         | 建议前往的目的地 | 图片 |
| ------------------- | ------------ | ---------------- | ---- |
| A · 出口 · （设有） | 岙东南路(西) | 青岛科技馆       |      |
| B · 出口            | 岙东南路(东) | 青岛方特梦幻王国 |      |
| C · 出口 · （设有） | 岙东南路(东) |                  |      |
| D · 出口            | 岙东南路(西) |                  |      |
| 图例： 设有         |              |                  |      |

## 接驳交通

### 公交车
- 岙东路华强路：902路，947路，949路
- 华强路岙东路：937路，947路，949路

## 车站历史
本站工程名与公示名为科技馆站，正式站名为红岛科技馆（方特）站，以车站附近的青岛科技馆红岛新馆及青岛方特梦幻王国命名。
- 2019年3月24日，车站主体结构封顶[2]。
- 2020年12月24日，车站随8号线北段通车开通[1]。